# Mijazaki (nádraží)
Mijazaki (japonsky 宮崎駅, Mijazaki-eki) je významná železniční stanice společnosti JR Kjúšú na trati Nippó.

## Fotografie

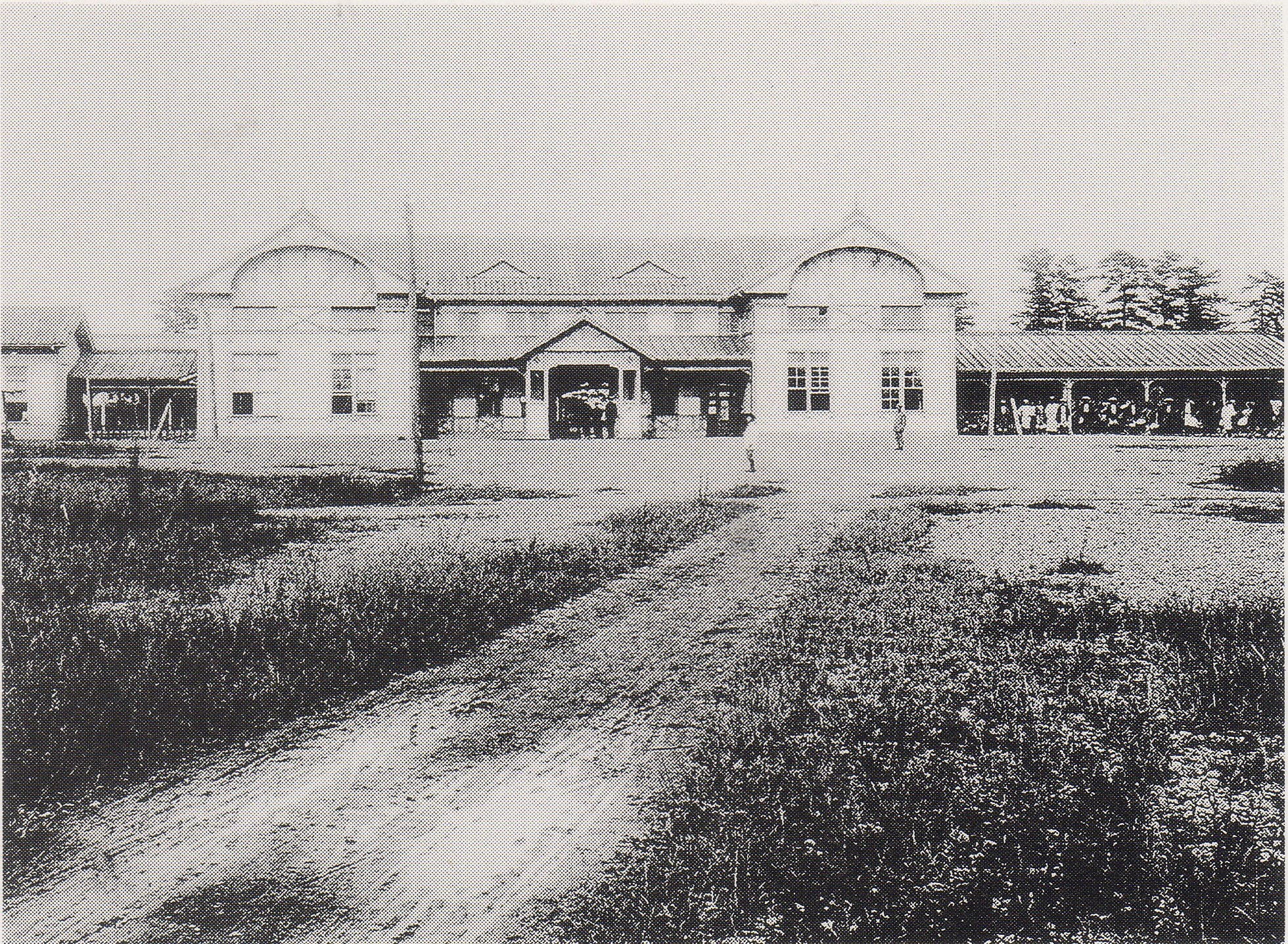
Stanice v roce založení (1911)
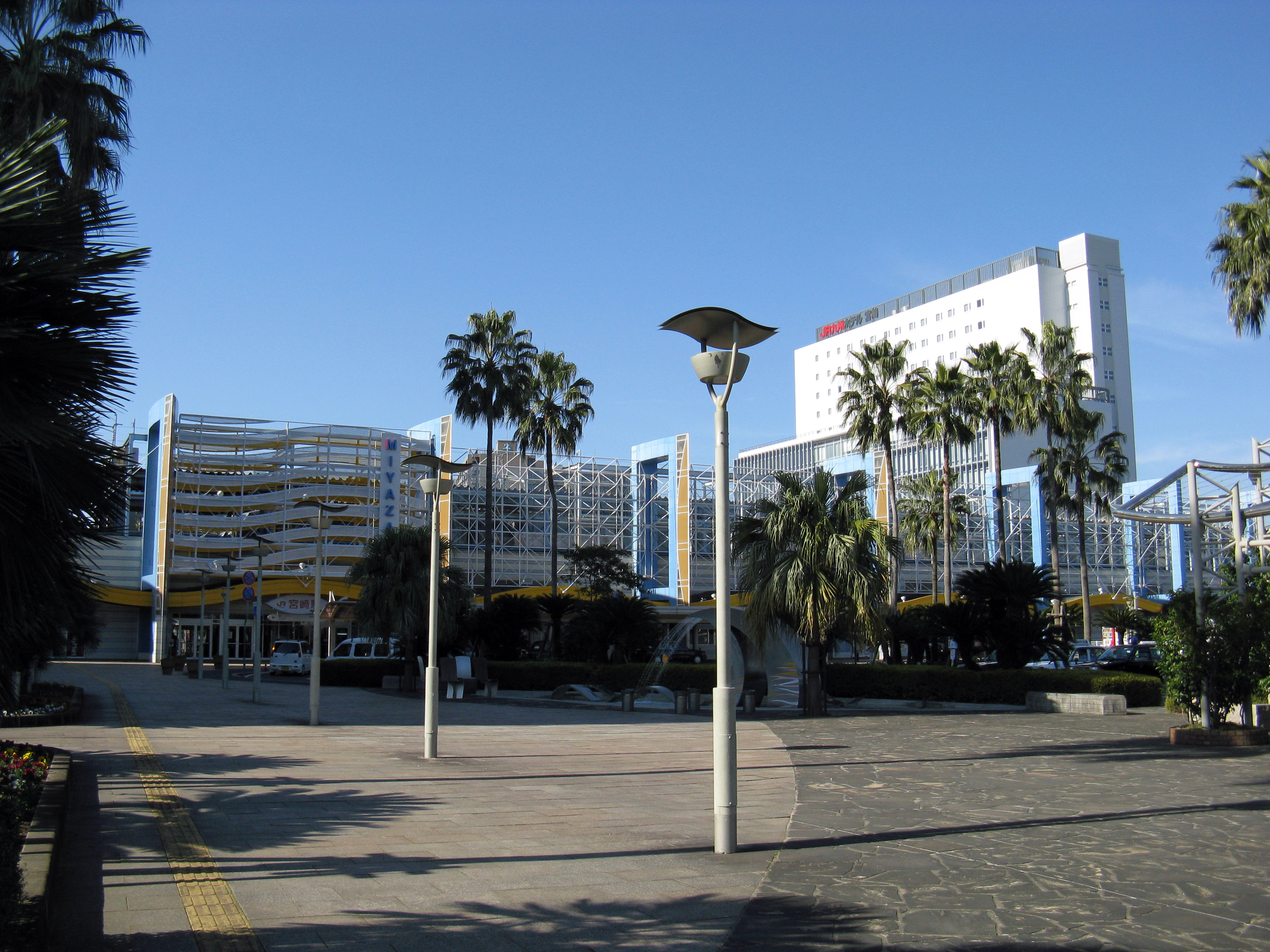
Východní východ (2011)
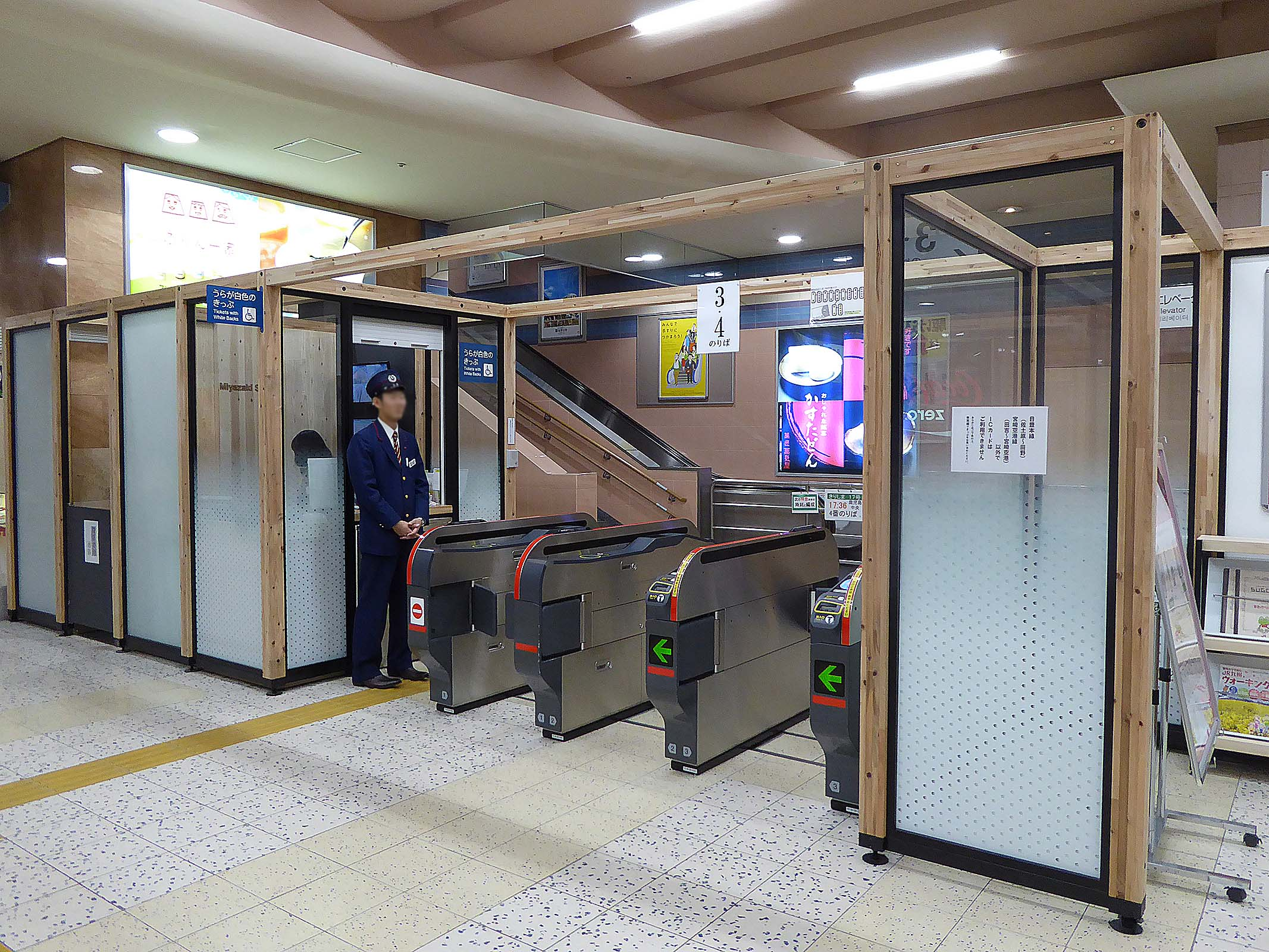
Turnikety (2015)

## Zastavující rychlíky
- Hjúga (Nobeoka–Mijazaki-kúkó)
- Kirišima (Mijazaki–Kagošima-čúó)
- Ničirin (Hakata–Mijazaki)

## Navazující stanice
JR Kjúšú
Trať Nippó
■Rychlíky Ničirin, Ničirin Seagaia, Hjúga, Kirišima
■Osobní vlaky
Mijazaki-džingú (2,5 km) ◄ Mijazaki ► (2,6 km) Minami-Mijazaki
Trať Ničinan
■Speciální rychlíky Umisači jamasači
■Spěšné vlaky Ničinan Marine (japonsky 日南マリーン号)
■Osobní vlaky
Mijazaki ► (2,6 km) Minami-Mijazaki
Trať Mijazaki-kúkó
Mijazaki ► (2,6 km) Minami-Mijazaki

## Nástupiště

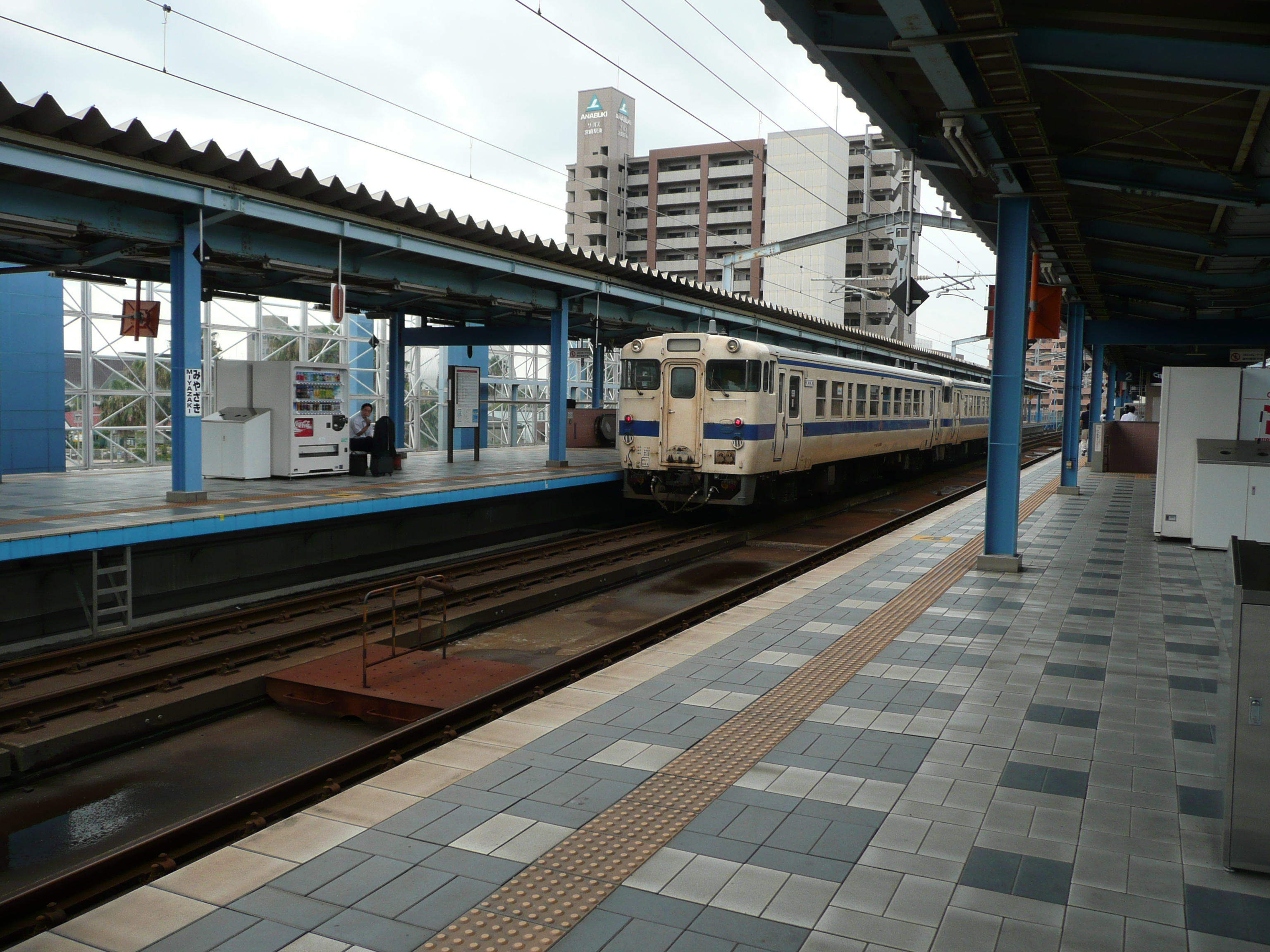
Nástupiště

Stanice má dvě nástupiště a čtyři koleje.
| 1 | Rychlíky na trati Nippó             | směr Nobeoka, Óita, Kokura a Hakata                   |
| 1 | Osobní vlaky na trati Nippó         | směr Hjúgaši a Nobeoka                                |
| 1 | Osobní vlaky na trati Ničinan       | směr Ničinan a Šibuši                                 |
| 2 | Osobní vlaky na trati Nippó         | směr Mijakonodžó, Kagošima-čúó nebo Hjúgaši a Nobeoka |
| 2 | Osobní vlaky na trati Ničinan       | směr Ničinan a Šibuši                                 |
| 3 | Rychlíky na trati Nippó             | směr Mijakonodžó a Kagošima-čúó                       |
| 3 | Osobní vlaky na trati Nippó         | směr Mijakonodžó a Kagošima-čúó                       |
| 3 | Osobní vlaky na trati Ničinan       | směr Ničinan a Šibuši                                 |
| 4 | Rychlíky na trati Nippó             | směr Minami-Mijazaki a Mijazaki-kúkó                  |
| 4 | Osobní vlaky na trati Nippó         | směr Mijakonodžó a Kagošima-čúó                       |
| 4 | Osobní vlaky na trati Mijazaki-kúkó | směr Mijazaki-kúkó                                    |
| 4 | Osobní vlaky na trati Ničinan       | směr Ničinan a Šibuši                                 |